# Cosmisoma albohirsutotibialis
Cosmisoma albohirsutotibialis är en skalbaggsart som beskrevs av Fuchs 1966. Cosmisoma albohirsutotibialis ingår i släktet Cosmisoma och familjen långhorningar. Inga underarter finns listade i Catalogue of Life.